# Výborná
Výborná este o comună slovacă, aflată în districtul Kežmarok din regiunea Prešov. Localitatea se află la altitudinea de 701 m deasupra n.m., se întinde pe o suprafață de 10,54 km2 și în 2017 număra 1.243 de locuitori.

## Istoric
Localitatea Výborná este atestată documentar din 1289.

## Demografie
| An:                | 1994 | 2004    | 2014    | 2024    |
| ------------------ | ---- | ------- | ------- | ------- |
| Număr de persoane: | 668  | 908     | 1156    | 1443    |
| Diferență:         |      | +35,92% | +27,31% | +24,82% |

| An:                | 2023 | 2024   |
| ------------------ | ---- | ------ |
| Număr de persoane: | 1404 | 1443   |
| Diferență:         |      | +2,77% |